# Луговики (Киевская область)
Луговики́ (укр. Луговики) — село, входит в Полесский район Киевской области Украины.
Население по переписи 2001 года составляло 522 человека. Почтовый индекс — 07031. Телефонный код — 4592. Занимает площадь 9 км². Код КОАТУУ — 3223585201.

## Местный совет
07031, Київська обл., Поліський р-н, с. Луговики, вул. Першотравнева, 31

## Известные уроженцы и жители
- Постолюк, Александр Павлович — Герой Советского Союза, лишён всех званий и наград в связи с осуждением.